# Roy Martina

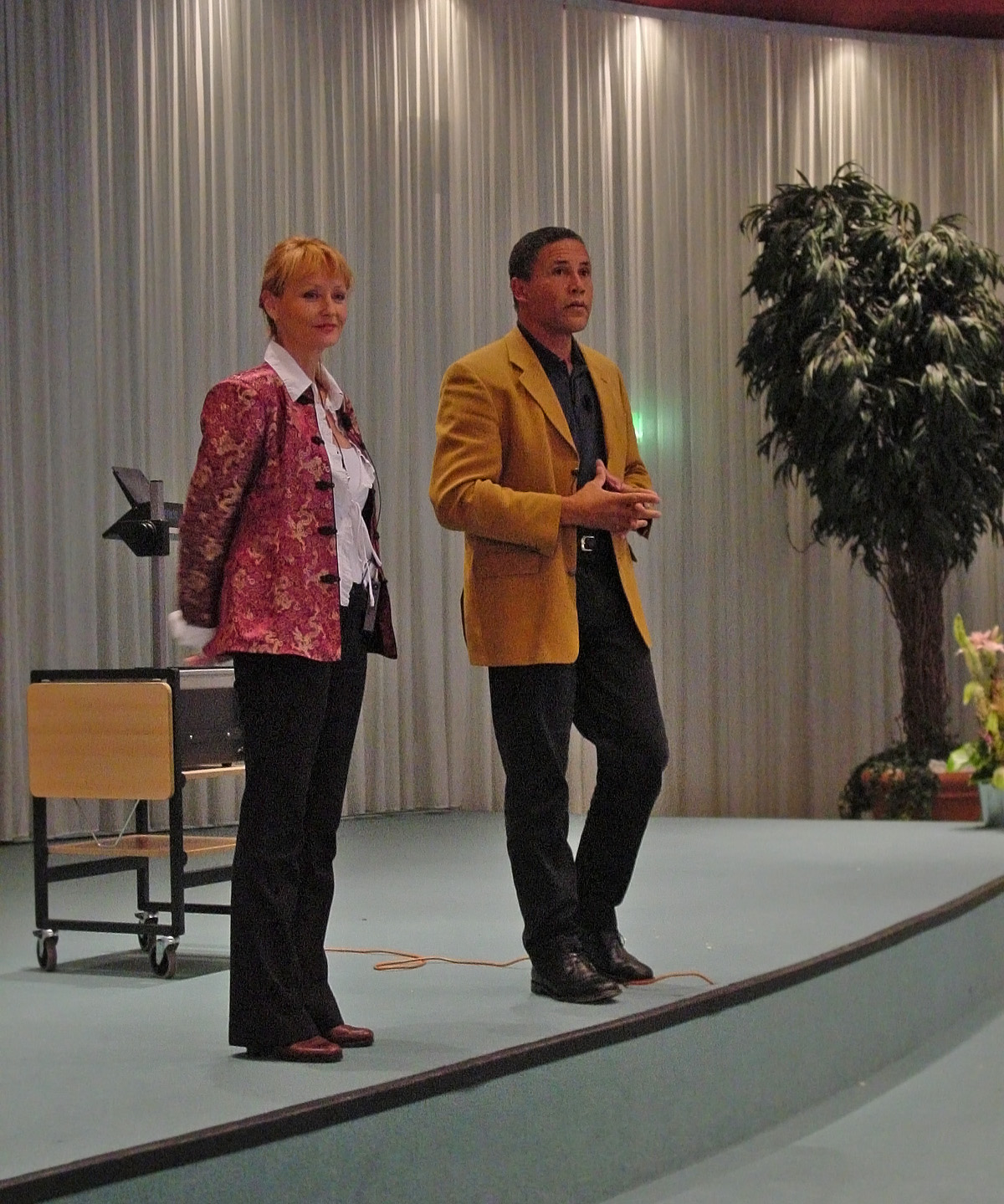
Jasmuheen en Roy Martina in 2001

Roy Martina (Curaçao, 29 september 1953) is een Curaçaos-Nederlands arts die vooral bekend is geworden door alternatieve geneeswijzen.

## Levensloop
Als kind leed Martina aan astmatische bronchitis en moest hij veelvuldig naar de dokter. Vanwege bijwerkingen van de medicijnen en een allergische aanleg, kreeg hij te maken met hyperactiviteit. Een psycholoog adviseerde de beoefening van de judosport. Hij beoefende als kind diverse vechtsporten en werd later Nederlands middengewicht kampioen karate.
Vanaf 1970 studeerde Martina geneeskunde aan de Universiteit Utrecht. Hij wilde chirurg worden, maar kreeg op 22-jarige leeftijd een ernstig auto-ongeluk. In 1977 studeerde hij af als basisarts, waarna hij zich als alternatief arts vestigde in de kliniek voor homeopathie en acupunctuur van C. Hamburger te Nijmegen. Vanaf 1978 bestudeerde hij acupunctuur, homeopathie, Moermantherapie en voedingsleer. Hij ontwikkelde de zogeheten Neuro Emotionele Integratie- (NEI-)therapie, waarvoor hij en zijn trainers zelf therapeuten opleiden, en heeft, naar eigen zeggen, duizend homeopathische geneesmiddelen ontwikkeld.
Martina is oprichter van onder andere de Roy Martina Academy en de stichting Relief. In binnen- en buitenland gaf zijn organisatie Roy Martina Experience trainingen en workshops op het gebied van zelfontwikkeling. Zo gaf hij zelf een Engelenseminar waar hij als medium optreedt. Hierbij beweert Martina te 'channelen' met engelen die hij ziet als de archetypen van ons hogere bewustzijn. Hij schreef 88 boeken waarvan er twaalf zijn vertaald in het Duits, Engels en Spaans. Verder bracht hij ontspannings- en meditatie-cd's uit. Hij woont in South Carolina, bijna alle video's uit 2018 tot en met 2020 zijn daar opgenomen met zijn echtgenote Joy Martina. Het videokanaal van Roy is "roy martina tv" en van Joy "Christallin"; in veel video's zijn ze samen te zien. Zijn vrouw noemt zich "Dr" maar haar meisjesnaam is niet bekend en haar PhD-artikelen zijn niet vindbaar. In interviews noemt ze dit ook niet. In een video op Facebook is Roy Martina een duidelijke aanhanger van de anti-vaccinatie. Hij beweert in de video dat hij ADHD en tics kreeg van zijn eigen vaccinaties, en dat vaccinaties autisme kunnen veroorzaken.

## Promotieactiviteiten
Martina was sinds 2004 te zien in een televisiereclame van Tel Sell voor de omstreden Biostabil-hanger. Vanaf voorjaar 2007 werkte hij mee aan het commerciële thuiswinkelprogramma Ik ben in balans op televisie, waarbij producten van de bijbehorende webwinkel worden gepromoot. Martina gaf in dit programma gezondheidsadviezen en andere adviezen op het terrein van het welzijn van de mens. Ook passeerden hier adviezen de revue van een reguliere diëtiste, voormalig schaatsster Léontine van Meggelen, maar ook van astrologen en beoefenaars van andere alternatieve geneeswijzen.

## Kritiek
In september 2004 stelde de Vereniging tegen de Kwakzalverij dat Roy Martina zich door zijn mediaoptredens inliet met kwakzalverij. Op 4 november 2004 en op 15 februari 2005 deed de Reclame Code Commissie respectievelijk het College van Beroep een openbare uitspraak naar aanleiding van een klacht van een fysiotherapeut uit Nijmegen tegen de Tel Sell-televisiereclame. In die reclame-uiting promootte Martina de Biostabil door te stellen dat er "enorm goed onderzoek o.a. in Japan was gedaan waaruit bleek dat de magneettherapie niet alleen werkte, maar ook dat er mensen zijn die nooit zullen genezen zonder magneten". Tevens adviseerde hij in een groep van volwassen en merendeels middelbare en bejaarde "toehoorders" (onder wie de zoon en dochter van Biostabil-producent Bruno Santanera), de hanger "ter hoogte van de thymus (zwezerik)" te dragen, "een enorm belangrijk orgaan voor het immuunsysteem". De thymus is een orgaan dat vanaf de puberteit echter involueert. Deze stellingen kon Martina niet onderbouwen door het tonen van het (Japanse) onderzoek en zowel deze als de overige onbewezen beweringen uit de reclame-uiting werden als misleidend en in strijd met de artikelen 6, 7 en 8 van de Nederlandse Reclame Code (NRC) beoordeeld. Op 25 juli 2007 deed de Reclame Code Commissie naar aanleiding van een nieuwe klacht opnieuw een openbare uitspraak in het nadeel van Martina. Hij had beweerd dat de door hem verkochte cd Welterusten helpt om "het lichaam te ontgiften, te ontstressen, te verjongen, te regenereren, te vitaliseren en te ontdoen van kankercellen, afvalstoffen en micro-organismen". De commissie vond dit in strijd met de waarheid en misleidend.

## Financiële perikelen
Ondanks zijn zakelijk succes bleek Roy Martina in 2008 toch financiële problemen te hebben. In oktober van dat jaar verleende een Rotterdamse rechter aan een schuldeiser toestemming om Martina te laten gijzelen, omdat hij onvoldoende informatie zou hebben gegeven over zijn bronnen van inkomsten. Deze dwangmaatregel was een gevolg van een conflict met een zakenpartner van wie hij eerst €140.000 en daarna nog €72.604,83 had geleend waarna hij zou hebben geweigerd deze schulden terug te betalen.
Op 23 december 2008 berichtte de Telegraaf dat "televisiedokter" Roy Martina de avond ervoor in Ter Apel in het bijzijn van ongeveer tweehonderd patiënten en volgelingen was aangehouden voor verhoor door de Groningse politie. Direct na de ingijzelneming tekende Martina hiertegen verzet aan. De zaak werd op 22 december 2008 in kort geding behandeld door de voorzieningenrechter in Groningen. Tijdens de zitting bleek dat het Martina kennelijk niet duidelijk was geweest welke informatie de schuldeiser nog wenste te ontvangen. Toen de advocaat van de schuldeiser alsnog telefonisch om specifieke informatie vroeg, legde Martina hierover een nadere verklaring af. Omdat de eisende partij niet aangaf op welke punten deze nadere verklaring onvoldoende was, nam zij kennelijk alsnog genoegen met de verstrekte informatie. Daarom oordeelde de rechter dat er geen aanleiding was de gijzeling te laten voortduren.
Op 18 december 2012 werd het Nederlandse bedrijf van Roy Martina, Theta Experience BV (voorheen h.o.d.n. Roy Martina Experience BV) te Groningen, door de rechtbank in Groningen failliet verklaard.